# نور الدين الأتاسي
نور الدين الأتاسي (1929 - 2 كانون الأول 1992) (الاسم الكامل: أحمد نور الدين بن محمد علي بن فؤاد الأتاسي) ، رئيس سوريا بين 25 شباط 1966 و18 تشرين الثاني 1970. ينتمي لأسرة من مدينة حمص السورية،  درس الطب في جامعة دمشق وتخرج منها في العام 1955. انتمى منذ شبابه إلى حزب البعث وكان على رأس تنظيم الحزب في جامعة دمشق خلال الخمسينات، وقاد العديد من التحركات الطالبية والمظاهرات خلال فترة الانقلابات، ودخل إلى السجن في العام 1952 إبّان فترة حكم العقيد أديب الشيشكلي حيث أمضى فيه عاماً كاملاً نُفي خلالها إلى سجن تدمر الصحراوي وتعرض لتعذيب شديد. شارك كمتطوع في الثورة الجزائرية خلال العام 1958 على رأس مجموعة من الأطباء السوريين. بعد ذلك عاد إلى مدينته حمص ليزاول مهنته كطبيب جراح في المشفى الوطني. عُيِّنَ وزيراً للداخلية بعد وصول حزب البعث إلى السلطة في آذار 1963، ثم أصبح نائباً لرئيس الوزراء عام 1964، ثم عضواً في مجلس رئاسة الدولة عام 1965.
أصبح رئيساً للدولة وانتُخب أميناً عامّاً لـحزب البعث بعد انقلاب شباط 1966 الذي أطاح بالرئيس أمين الحافظ. كانت سلطته محدودة إذ كانت السلطة الفعلية في يد مساعد الأمين العام لحزب البعث صلاح جديد. تبوّأ منصب رئيس الوزراء في العام 1968 إلى جانب تبوّئه منصبَي الأمين العام للحزب ورئيس الدولة. وتم في عهده توقيع اتفاق إنشاء سد الفرات مع الحكومة السوفيتية وبوشر في تنفيذه في ذلك العهد أيضاً. خلال فترة حكمه خسرت سوريا بالاشتراك مع مصر والأردن حرب الـ1967 وتم احتلال الجولان. وفي الوقت الذي رفض وزير الدفاع حافظ الأسد تحمّل مسؤولية هذه الهزيمة. نادى بعد الحرب بإقامة جبهة وطنية واسعة وبالانفتاح على بقية القوى السياسية. لكنه دخل هو والأمين العام المساعد صلاح جديد في خلاف مع وزير الدفاع آنذاك حافظ الأسد، وقد بلغ الخلاف أوجه أثناء أحداث إيلول الأسود في الأردن وقد أرسل نور الدين الأتاسي قوات سوريّة لمساندة الفلسطينيين تجاه ما يتعرضون له في الأردن. وحصل خلاف حول إرسال هذه القوات.
استقال من كافة مناصبه في شهر تشرين الأول من العام 1970 احتجاجاً على تدخل الجيش في السياسية وعلى ممارسات رفعت الأسد شقيق وزير الدفاع حافظ الأسد، وعلى إثر هذه الاستقالة فرغت المناصب الثلاث الرئيسية في الدولة وتم توجيه الدعوة لعقد المؤتمر العاشر الاستثنائي للحزب الذي قرر فصل كل من حافظ الأسد ورئيس الأركان مصطفى طلاس من مناصبهم، وعلى الأثر قام الأخير بـانقلاب عسكري سُمِّيَ بـالحركة التصحيحية في 16 تشرين الثاني 1970 أزاحه فيه مع جديد عن منصبهما ووضعهما في سجن المزة العسكري.
أمضى 22 عاماً في السجن في زنزانة ضيقة ومن دون محاكمة وأصيب في النهاية بـمرض السرطان، ولم تُقدِّم له السلطة العلاج المناسب، وأُدخل إلى مشفى تشرين العسكري لمدة 4 أشهر قبل أن يُطلق سراحه بعد أن تفشى المرض في جسده ولم يعد هناك من أمل في شفائه. وسافر بعد إطلاق سراحه فوراً للعلاج في باريس ولكن الوقت لم يسعفه وتوفي بعد أسبوع من وصوله في 2 كانون الأول 1992. ودُفن في مدينته حمص وخرجت له جنازة مهيبة.[بحاجة لمصدر]
وهو متزوج من السيدة سلمى الحسيبي وله ولدان: السيدة آية الأتاسي والكاتب المعارض محمد علي الأتاسي.

## وصلات خارجية
- نور الدين الأتاسي على موقع مونزينجر (الألمانية)
- نور الدين الأتاسي عن موقع عائلة الأتاسي